# Pepe Martín
José Martín Balcells, també conegut com a Pepe Martín, (Barcelona, 7 de setembre de 1932 - Madrid, 7 de juny de 2020) va ser un actor i director de teatre català.

## Biografia
Es va llicenciar en Dret i va cursar durant tres anys dret internacional a París, on va descobrir que volia ser actor. Va començar amb el Teatre Nacional Popular francès, amb un paper en la comèdia anglesa Exercici per a cinc dits i després van venir Llarg viatge cap a la nit i El rei lleial. Actor eminentment teatral, va forjar sobre els escenaris una carrera de més de cinquanta anys. En els seus últims anys es va dedicar a la lectura de recitals de poesia.
El seu pas per televisió també va ser destacable, sobretot en les dècades de 1960 i 1970, mereixent especial esment la seva interpretació d'El conde de Montecristo.
El seu pas per la pantalla gran va ser més testimonial, amb pocs títols en la seva trajectòria, dels quals han de citar-se Ensayo general para la muerte (1963), de Julio Coll; La conjura de El Escorial (2008) i Fuera de carta (2008).

## Obres representades (selecció)
- Sentencia de muerte (1960), d'Alfonso Paso.[4]
- Largo viaje del día hacia la noche (1960), d'Eugene O'Neill
- Fiesta de caridad (1961), de Joaquín Calvo Sotelo.
- Inquisición (1961), de Diego Fabbri.
- El beso de la mujer araña (1981), amb Juan Diego.
- Lulú (1993), amb Victoria Vera.
- Caricias (1994).
- Don Juan Tenorio (2001)[5]

## Televisió
- Cuéntame 
  - Los Caudillos también se rascan (31 d'octubre de 2002)
  - Sí, quiero; no quiero... (15 de maig de 2003) Jorge Lastra
  - Los camaradas (19 de juny de 2003)
- Géminis, venganza de amor (2003)[6]
- Paraíso
  - Algunos hombres desesperados (6 de setembre de 2001)
- Academia de baile Gloria 
  - Un contrato explosivo (24 de maig de 2001)
  - Reunión familiar (31 de maig de 2001)
- Petra Delicado 
  - Modelados en el barro (30 de setembre de 1999)
- Función de noche
  - El beso de la mujer araña (3 de juliol de 1996)
- Primera función
  - El landó de seis caballos (16 de març de 1989)
- Veraneantes
  - La tormenta (2a part) (14 de gener de 1985)
  - La tormenta (3a part) (21 de gener de 1985)
  - El bosque (28 de gener de 1985)
  - El bosque (2a part) (4 de febrer de 1985)
  - El crepúsculo (11 de febrer de 1985)
  - El crepúsculo (2a part) (18 de febrer de 1985)
  - El crepúsculo (3a part) (25 de febrer de 1985)
- Un encargo original 
  - El arte de mirar (13 d'agost de 1983)
- Original 
  - Más allá del juego (26 d'agost de 1975)
- El teatro 
  - Usted tiene ojos de mujer fatal (13 de gener de 1975)
- Cuentos y leyendas 
  - La buenaventura (19 de novembre de 1974)
- Don Juan (1974)
- Ficciones 
  - El retrato del diablo (9 de desembre de 1971)
  - El marido celoso (9 de març de 1972)
  - Doble asesinato en la calle Morgue (8 de juny de 1972)
- Obra completa 
  - El clavo (20 d'agost de 1971)
- Hora once 
  - La bella del bosque (13 d'abril de 1969)
- Estudio 1
  - La dama boba (1 de gener de 1969)
  - El reloj de Baltasar (19 de febrer de 1970)
  - Don Juan Tenorio (13 de novembre de 1970)
  - Mesas separadas (23 de setembre de 1979)
  - Esta noche tampoco (18 de novembre de 1979)
- Pequeño estudio 
  - El embarcadero (20 de desembre de 1968)
- Teatro de siempre 
  - Pingpong (14 de novembre de 1968)
  - Rencor (22 d'octubre de 1970)
- La otra música 
  - Un caso de suerte (5 de novembre de 1967)
- La familia Colón (1967)
- Novela
  - El hombrecillo (30 de gener de 1967)
  - Emma (13 de novembre de 1967)
  - Aquellas mujercitas (25 de desembre de 1967)
  - Biografía de Rosalía de Castro (4 de març de 1968)
  - Nunca llueve a gusto de todos (18 de març de 1968)
  - Los ojos perdidos (10 de juny de 1968)
  - La abadía de Northanger (25 de novembre de 1968)
  - El Conde de Montecristo (1969)
  - Vestida de tul (6 d'abril de 1970)
  - El río que nace en junio (27 de juliol de 1970)
  - Colomba (3 de gener de 1972)
  - La actriz (23 de juliol de 1973)
  - Semblanza de una dama (26 de d'agost de 1974)
- Sospecha 
  - La coartada (10 d'abril de 1964)